# Большой Чуйский канал
Большой Чуйский канал (БЧК) — один из крупных комплексов оросительно-ирригационных каналов Кыргызстана, состоящий из трёх ветвей: Западного БЧК, Восточного БЧК и Южного БЧК. Большой Чуйский канал пересекает столицу Кыргызстана Бишкек с востока на запад в северной её части. Автор проекта — инженер М. В. Патрушев.
На стройке канала не использовалась тяжёлая строительная техника. Канал, простирающийся вдоль всей Чуйской области и дошедший до Казахстана, был выкопан лопатами и кирками.
«Это была всенародная стройка, стройка века. Нынешнее поколение должно брать пример с тех мужественных людей, ведь они, можно сказать, голыми руками вырыли канал», — кандидат исторических наук Бердигул Темирбаев.

## Восточный Большой Чуйский канал (ВБЧК)
Крупный ирригационный канал в Кыргызстане. Построен в 1958 году. Трасса канала проходит по Чуйской долине от предгорной части реки Чу, северо-восточнее села Чым-Коргон, с востока на запад параллельно Западному Большому Чуйскому каналу. Горный участок ВБЧК как южный распределительный канал доходит до реки Ала-Арча. Головное сооружение ВБЧК рассчитано на пропуск воды до 350 м³/с. Общая протяжённость — 100 км, орошаемая площадь — 41,5 тысяч га. Предназначен для повышения водообеспечиваемости города и прилегающих к городу территорий. Водозаборный узел телемеханизирован.

## Западный Большой Чуйский канал (ЗБЧК)
Самый крупный в Кыргызстане ирригационный канал. Берёт начало из реки Чу примерно в 40 км ниже водозаборного сооружения Восточного Большого Чуйского канала (около 8 км восточнее пгт Ивановка). Трасса его пересекает с востока на запад всю Чуйскую долину, заходит на территорию Казахстана. Общая длина канала — 145 км, площадь орошения — 82 000 га. Нормальный расход воды в голове канала — 43,0 м³/с, форсированный расход — 55 м³/с. Строительство начато в 1940 году. Участок канала в 70 км, позволяющий оросить 10 тысяч га земли, построен в годы Великой Отечественной войны (1943 год) методом народной стройки. В строительстве принимало участие около 40 000 рабочих и служащих города Фрунзе (нынешнего Бишкека), а также колхозников. Строительство остальной части закончено в 1958 году. В 1951—1954 годах построена водозаборная плотина с дистанционным управлением. ЗБЧК пересекает северную часть Бишкека с востока на запад, снабжает ТЭЦ и другие промышленные предприятия водой. Для создания широкого проточного водоёма, приспособленного для отдыха горожан, на территории города на протяжении 4 км ЗБЧК расширен по дну до 40 м. В районе Карагачёвой рощи на расширенном участке канала действует станция для занятий водным спортом, имеются пляжи.

## Южный Большой Чуйский канал (ЮБЧК)
Строительство начато в 1976 году. Берёт начало от реки Иссык-Ата (у села Юрьевка), проходит по южной окраине Бишкека, пересекая набережную реки Аламедин, через лесной массив «Орто-Сай», Южный лесной массив и, как предполагается, дойдёт до района Мерке (Казахстан). Общая протяжённость — 158 км, в пределах города — 4,5 км. Предназначен для орошения 3000 га земель. Расход воды в голове канала — 90 м³/с, в пределах города — 45 м³/с. Ширина в черте города — 10,5 м, на участке между 5-м и 6-м микрорайонами от набережной реки Аламедин, до проспекта Карла Маркса расширяется до 20 м, глубина достигает 2 м. В этой части ЮБЧК, как и в проходящей в лесном массиве «Орто-Сай» (к Югу от 8-го микрорайона), предусматривается сооружение пляжа.